# Taihei Imamura
Pour les articles homonymes, voir Imamura.
Taihei Imamura (今村 太平, Imamura Taihei, 21 août 1911 - 26 février 1986) est un critique de cinéma et théoricien japonais de l'analyse de film. 

## Biographie
Originaire de la préfecture de Saitama, Taihei Imamura fréquente l'université de commerce de  Kobe (prédécesseur de l'université de Kobe) mais la quitte avant d'obtenir son diplôme. En 1935, il participe à la fondation du dojinshi de cinéma Eiga shūdan (film collectif). Écrivant d'un point de vue de gauche, il est un ardent défenseur des aspects réalistes du cinéma et donc un champion du cinéma documentaire. Il est également le premier au Japon à entreprendre une étude approfondie de l'image animée. Après la Seconde Guerre mondiale il est éditeur des journaux Eiga bunka (« Culture du cinéma ») et Eizō bunka (« Culture de l'image »). Dans la dernière partie de sa vie il rédige une étude consacrée au romancier Naoya Shiga. Il a publié 27 ouvrages durant sa carrière.
Des réalisateurs d'Anime tel qu'Isao Takahata ont exprimé leur dette à l'égard d'Imamura et le Studio Ghibli a réédité Manga eigaron, son livre sur l'animation.

## Publications (sélection)
- (ja) Taihei Imamura, Manga eigaron, Tokyo, Tokuma Shoten, coll. « Jiburi Library », 2005, Reprint based on 1992 Iwanami Shoten éd. (ISBN 978-4-19-862100-1)
- Taihei Imamura, « A Theory of the Animated Sound Film », Review of Japanese Culture and Society, vol. 22,‎ décembre 2010, p. 44–51
- Taihei Imamura, « A Theory of Film Documentary », Review of Japanese Culture and Society, vol. 22,‎ décembre 2010, p. 52–59